# Glyptina texana
Glyptina texana är en skalbaggsart som först beskrevs av George Robert Crotch 1873.  Glyptina texana ingår i släktet Glyptina och familjen bladbaggar. Inga underarter finns listade i Catalogue of Life.